# 天方城
天方城（あまがたじょう）は、遠江国（現在の静岡県周智郡森町向天方）にあった日本の城。山城。「本城」と「新城」が存在し、新城は森町指定史跡。

## 歴史
天方新城は、太田川に沿って静岡県道58号袋井春野線を北上すると、森町市街地（城下から向天方）辺から北東に聳える城山（比高250メートル）にあった。かつてはこの城のみが天方城だと思われていたが、『遠州天方古城絵図』の発見により、北東の森町大鳥居に旧城があることが判明し、本城・新城として区別されるようになった  。武田信玄と徳川家康がこの城を巡って激しい攻防を繰り広げた。

### 天方本城
森町大鳥居に所在し、 応永年間（1394年 - 1427年）に山内対馬守道美が築城したという。
天方氏が飯田荘の地頭であった首藤山内氏から分かれたものであり、14世紀後半（南北朝後期 - 室町初期）に山内豊後守通秀が天方城に住し、天方氏を称したとする。天方氏は、天方九カ村を支配し南周南一帯に勢力を伸ばしていた。
数代を経た明応三年（1494年）、当主通季のとき、今川氏親は中遠の原氏討伐のために後の北条早雲（伊勢新九郎盛時）を大将とする大軍を進攻させてきた。今川軍は中遠三郡である佐野郡、山名郡、周智郡（現在の掛川市、袋井市、森町周辺）を席捲し城主の通季は、今川氏に降った。文亀元年（1501年）、遠江守護の斯波氏は信濃の小笠原氏と連合して今川氏に対する反撃の行動に出た。この時の戦場となったのが座王（久野）城と天方本城であった。通季は斯波の大軍襲来の前に城を捨てて今川方に身を寄せた。その後、今川方の武将、本間宗季らとともに城を奪還している。 戦後、堅固な城の必要性を痛感した通季は城の南側に新たな城（白山城）を築いた。
その後、遠江は今川氏の支配するところとなり、平穏な時期が続いた。通季は道芬と号し、上京して和歌、連歌に興味を寄せたことでも知られている。

### 天方新城
天方山城守通興（別号天方四郎三郎）の代になり世は戦国乱世を迎えた。その通興がより堅固な城塞を求めて築いたのが、現在の静岡県周智郡森町向天方に残る天方城である。
それまで遠江、駿河を支配していた今川氏が今川義元の死後斜陽化、これを見た三河の徳川家康の遠州進攻の口火が切られたのは永禄11年（1568年）、家康は遠江に入ると諸城を次々と攻略し、一方甲斐の武田信玄も駿河を手に入れて、着々と西進してきた。通興は今川方の勇将と知られ、家康が浜松に入城してからも徳川に従う気もなく、家康に敵対していたため、永禄12年（1569年）6月19日、家康は「遠州に居ながら徳川に帰伏せざれば」と、榊原康政、天野康景、大久保忠隣を先陣にして、まず飯田城へ殺到してたちまちの内に攻め落してしまった。飯田城主山内対馬守通泰とその一党が悉くが討死したが、通泰の庶子伊織が、家臣の梅村彦兵衛に伴われて三河（今の愛知県）へ落ちのびた。それから天方城攻略のため進撃。郭門を打破り、二の丸に押し入り激しい攻防戦がくりひろげられた。通興もよく防戦したがついに力尽きて降伏。
翌、元亀元年（1570年）10月位には武田による北、中遠方面に対する誘降工作が活発となり、天方城にもその手が伸びた。「天方山城守、兵備を整え不穏なり」と命令に従わずに軍兵を集めてたてこもったとして再び大須賀康高、榊原康政ら徳川の軍勢に攻められた。通興は徳川勢が外曲輪に迫ると、二心のないことを誓って、開城し、再び徳川家康に降った。

### 武田・徳川の攻防戦
元亀3年（1572年）9月下旬、武田信玄は4万余の大軍を率いて犬居城主天野氏の案内で天方城にせまった。天方山城守通興は風林火山の軍旗をなびかせて進撃してくる武田勢に通興は一戦も交えることなく城を出て徳川方に身をよせた。そこで信玄は久野弾正忠宗を城将として守らせた。翌元亀4年（1573年）3月、家康は、武田の手に落ちた諸城の奪回戦を開始した。久野弾正は城兵を指揮して大手の門を切って出て戦い、寄せ手の大久保忠隣、渡辺半蔵らは烈しく攻め、ついに外堀を攻め破り本丸を攻め囲むこと3日、兵糧を断たれた久野弾正は夜陰に紛れて逃走、城は徳川の手に帰した。遠江国風土記には、のちにまた甲州の城となったが、天正2年（1574年）3月に家康は遠州の軍兵を率いて天方城を攻め3日のうちに攻略、この城に軍兵を置くとある。天正2年4月には、犬居城主天野景貫を討つために出陣し、このとき通興は、大久保忠世に属して道案内をしている。しかし途中、大雨で大水が出て兵糧もなくなったため、退却することになった。すると犬居城主天野景貫は追撃を開始し、さらに光明城、樽山城の城兵、郷民らの待ち伏せにあったため、家康は天方城へ逃げ込んだ。

### その後
天正7年（1579年）7月、家康の同盟者・織田信長に家康の正妻・築山殿と長男・松平信康が武田方に内通したとの報がもたらされた。この信憑性は非常に薄いものであったが、信長は家康にこの二人を処断するよう求めた。家康は悩んだ末まず築山殿を殺害、さらに9月15日、かねてから二俣城に幽閉させていた信康を切腹させた。このとき服部半蔵が介錯人を務め、天方通興の子、通綱が検分役であった。信康が切腹した際、服部正成が涙のあまり刀が振り下せず介錯できなかった為、通綱が代わりに介錯人をつとめた。このため主君である家康の長男の首を落としたという自責の念にかりたてられ高野山に登り仏門に入った。そしてその後に、越前松平秀康（結城秀康・家康二男）に仕え、越前天方氏の宗家となり、その子孫は明治まで松平氏に仕えた。
通興は、通綱が高野山に登った為、天方家の存続をはかるため、外孫の青山忠成の五男、通直を養子にした。
その後通興没後まもなく城は、廃城となった。また、通興の養子となった通直は幼稚のときより家康に奉仕して慶長19年（1614年）の大坂の陣に供奉している。慶長20年（1615年）の大坂の陣の際には、徳川秀忠に従い天王寺・岡山の戦いに戦功をあげている。後に御書院番に列し、元和6年（1620年）正月には御小姓組頭となり、さらに元和9年正月に、御書院の組頭に栄転し同年9月より江戸城西城に勤仕した。寛永2年（1625年）11月23日には、上総国武射、下総国葛飾、香取相模国高座四郡のうちにおいて2,250石の朱印状を給わる。そして、寛永3年従五位下備前守に就任さる。通直より4代後の通展のとき（享保17年（1732年）閏5月15日）に請て家号を青山に改めている。

## 城跡
新城跡は城ヶ平公園として整備され、駐車場があり自動車で登ることが出来る。城跡には全長150メートルの土塁と内堀をもつ本曲輪と、その外側に18メートルの距離をおいて外堀に囲われた二の曲輪が作られ、外堀から90メートルにわたって竪堀が構築された強固な城であった。

### 本曲輪・内堀
現在、公園化されており旧状は判明していないが、広さは約100メートル×60メートルはある。一部自然地形なのか傾斜部分がある。
本曲輪の周囲、南側の急斜面を除いた三方を二重の土塁による内堀で囲んでおり、良い状態で残っている。土橋状の虎口が北、東側の3ヶ所にあるが、 この内の1つは遺構なのか公園化に伴うものなのか不明である（おそらく後世のものと考えられている ） 。

### 二の曲輪 ・外堀
現在は、駐車場などによって破壊されているが、東側に外堀がありわずかに痕跡を残している。初現的な「馬出」である可能性も指摘されている  。

## 参考画像

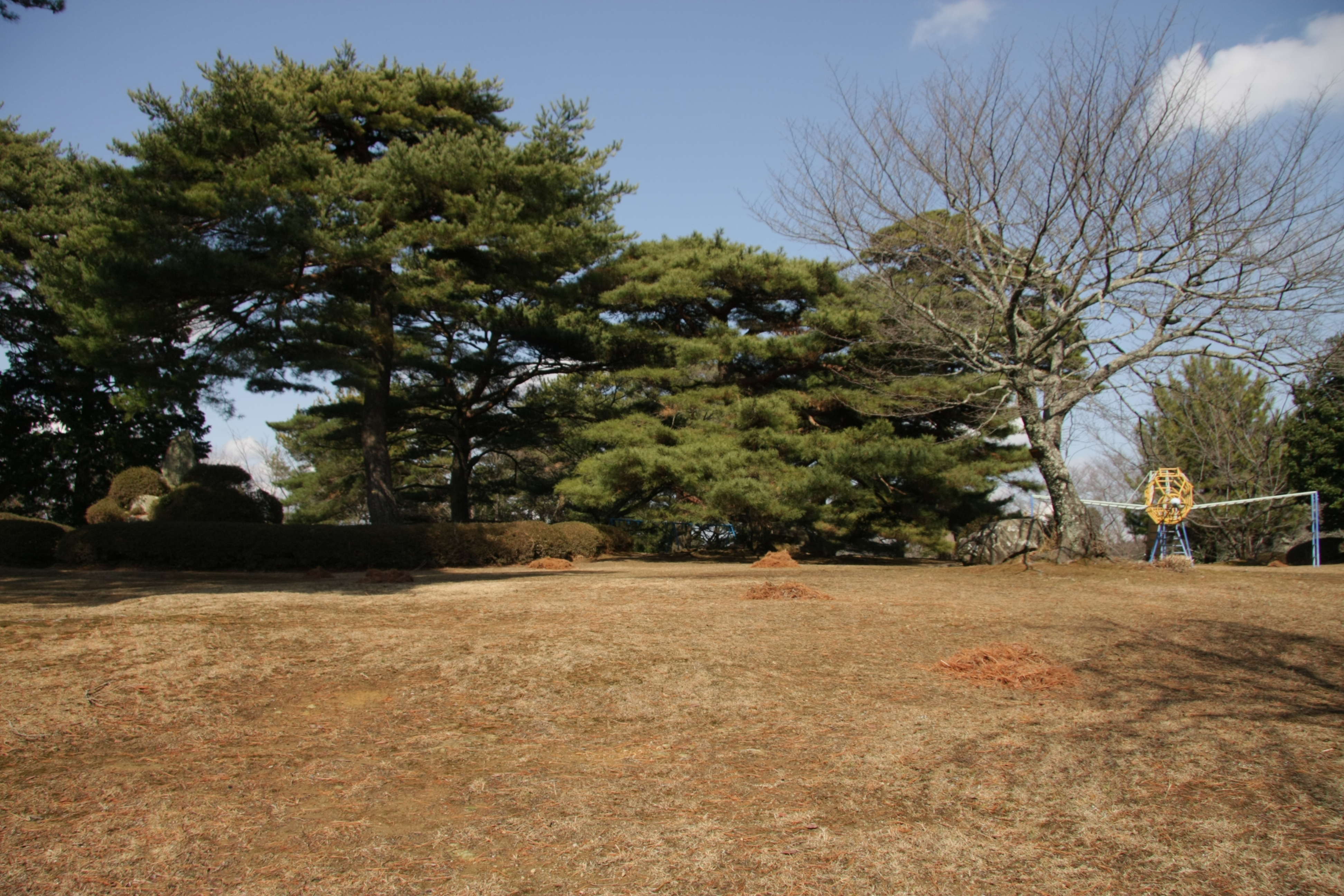
主郭
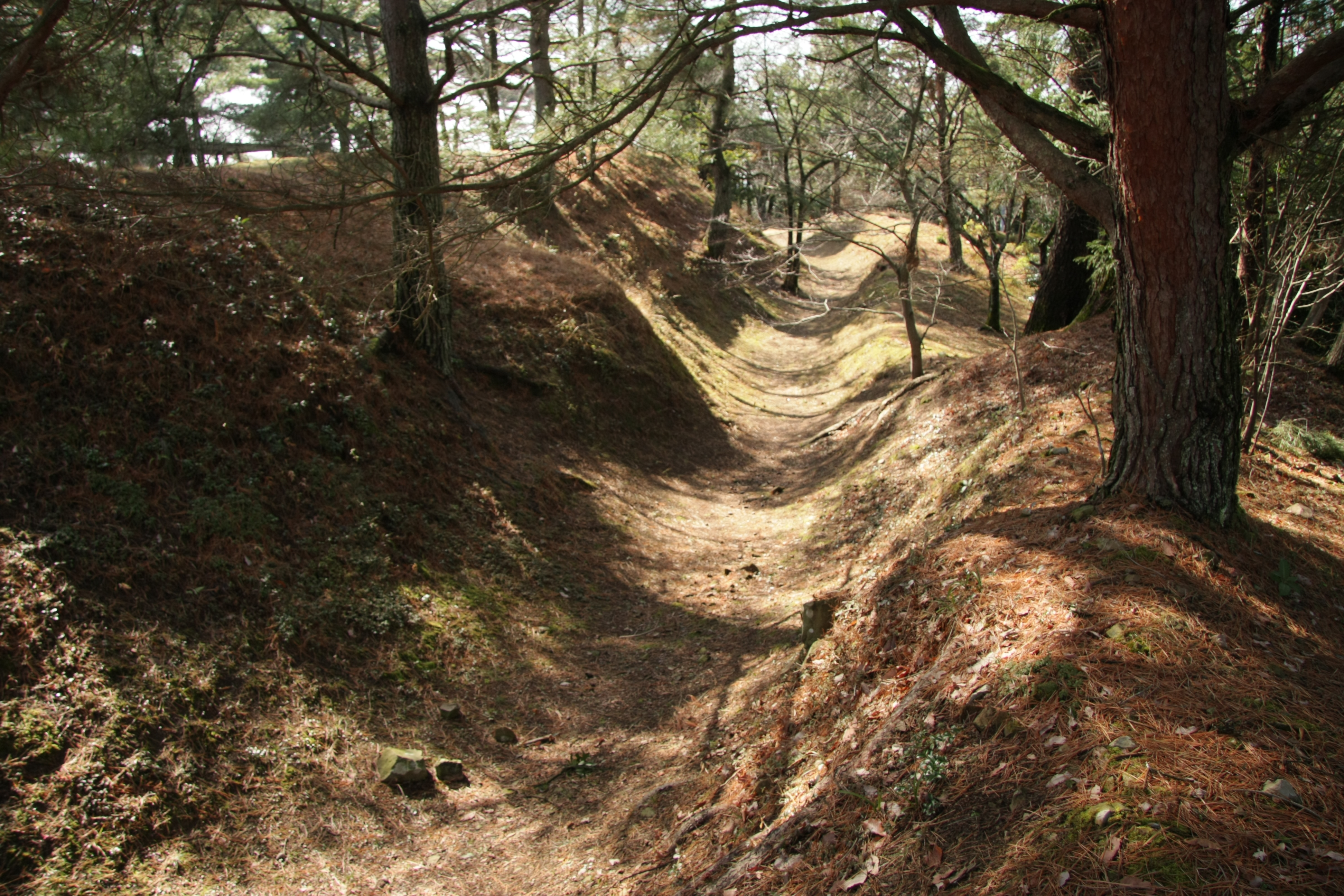
内堀